# Pistacie
Pistacie (Pistacia) er en slægt med arter ca. 15 arter, der er udbredt på den Nordlige halvkugle, dvs. i Asien, Nordamerika og Europa. Det er træer eller buske med spredt stillede, uligefinnede blade, der har hel rand. Arterne er tvebo, og blomsterne er samlet i klaser eller toppe fra bladhjørnerne. Frugterne er stenfrugter med et sejt, grønligt frugtkød.
| Beskrevne arter |

- Mastikstræ (Pistacia lentiscus)
- Terpentintræ (Pistacia terebinthus)
- Ægte Pistacie (Pistacia vera)

| Andre arter |

- Pistacia aethiopica
- Pistacia atlantica
- Pistacia chinensis
- Pistacia eurycarpa
- Pistacia integerrima
- Pistacia khinjuk
- Pistacia mexicana
- Pistacia texana
- Pistacia weinmannifolia